# SB Drafn
Ski- og Ballklubben Drafn är en sportklubb i Drammen i Norge, bildad 15 september 1910 vid en sammanslutning av Ulf (bildad 7 juni 1905) och Njord (bildad 6 juni 1906). 1916 slogs Drammen Skiklubb (bildad 1 mars 1881) samman med SBK Drafn.
Klubben spelar i gröna tröjor med vita detaljer, vita byxor och svarta strumpor med vit vikning. 
Hemmaplan Marienlyst Stadion, Drammen, sedan 1924.

## Fotboll för herrar 1910–2009
Laget var finalist i det norska mästerskapet 1927, och förlorade med 0–4 mot Ørn, Horten. Man var även finalist i det norska juniormästerskapet 1960, och förlorade med 0–1 mot Fredrikstad FK efter omspel.
Säsongen 1969 vann Drafn 3. divisjon avdeling Østland/Nordre och flyttades upp i 2. divisjon. Drafn vann avdelningen på målskillnad, både Lillestrøm SK och Strømmen IF hade samma poäng.
2. divisjon 1970–1971 * 3. divisjon 1972–1980 * 4. divisjon 1981 * 3. divisjon 1982–1997 * 2. divisjon 1997–1999 * 3. divisjon 1999–2001 * 4. divisjon 2002 * 3. divisjon 2003–2005 * 4. divisjon 2006–2009

## Bandy för herrar 1912–1997
Med 19 norska titlar i seniorklassen är man det lag som vunnit flest norska mästerskap i bandy. Bandysektionen uppgick i Drammen Bandy 1997.
- 1991 Drafn–Solberg SK 5–2 på Vassenga
- 1973 Drafn 30 p, Stabæk IF 29 p, Mjøndalen IF 21 p, Sportsklubben Skeid 21 p, ingen final
- 1972 Drafn–Mjøndalen 4–1 på Marienlyst
- 1971 Drafn–Strømsgodset 4–2 på Marienlyst
- 1964 Drafn–Strømsgodset 4–2 på Marienlyst
- 1961 Drafn–Sagene IF 5–1 i Oslo
- 1960 Drafn–Sagene 4–2 och 0–1
- 1959 Drafn 17 p, Sagene 12 p, Skiold 12 p, Mjøndalen 12 p, ingen final
- 1956 Drafn 17 p, Sagene 12 p, Skiold 12 p, Mjøndalen 12 p, ingen final
- 1954 Drafn–Stabæk 3–1 på Marienlyst
- 1951 Drafn–Mode IL 2–1 omk. på Kadettangen
- 1950 Drafn–Mode 4–2 på Kadettangen
- 1948 Drafn–Frigg 1–0 på Marienlyst
- 1946 Drafn–IL Grane 2–1 omk. på Marienlyst
- 1938 Drafn–Mjøndalen 4–2 i Mjøndalen
- 1935 Drafn–Stabæk 2–1 i Mjøndalen
- 1933 Drafn–Grane 2–0
- 1932 Drafn–Grane 1–0
- 1926 Drafn–Trygg 6–2 på Marienlyst

Rolf Langeland är den från Drammen som spelat mest i Norges landslag, med sina 65 landskamper.

### Bandy för damer 1979–1986
Klubben anmälde sex spelare till damlandslaget under slutet av 1979, dessa deltog i en internationell rinkbandyturnering i Örebro mars 1980. Laget spelade ett par matcher 1980 mot Hasle/Løren och Manglerud/Star, båda med succé. Säsongen 1980/1981 spelades en serie med sex lag, och Drafn säkrade andra plats efter Vålerengen.

### Viktiga medlemmar
- Thorleif Haug
- Oscar Gjøslien
- Henry Gjøslien
- Hans Bjørnstad
- Johan Støa
- Thorodd Presberg
- Per Waage
- Dag Vidar Kristoffersen
- Roar Løwer Nilsen
- Arne Hoel
- Per Hoel
- Walter Felix Løvli
- Sverre Berglie
- Martin Johansen
- Per Fredrik Wright
- Gunnar Høst
- Kjell Borgersen
- Jan Kristiansen